# زاودبلاس
زاودبلاس هي مدينة وبلدية غرب هولندا، في مقاطعة جنوب هولندا.

## طوبوغرافيا
خريطة طوبوغرافية هولندية لبلدية زاودبلاس، سبتمبر 2014، (تقرأ بعد ثلاث نقرات على الخريطة).